# Фёлькнер, Ирис
Ирис Фёлькнер (нем. Iris Völkner; род. 16 октября 1960, Гамбург) — немецкая гребчиха, выступавшая за сборную ФРГ по академической гребле в конце 1970-х — середине 1980-х годов. Бронзовая призёрка летних Олимпийских игр в Лос-Анджелесе, победительница и призёрка многих регат национального значения. 

## Биография
Ирис Фёлькнер родилась 16 октября 1960 года в Гамбурге, ФРГ. Заниматься академической греблей начала в 1973 году, проходила подготовку в местном гребном клубе «Полицай Гамбург».
Впервые заявила о себе в гребле в 1978 году, выиграв бронзовую медаль в зачёте распашных безрульных двоек на юниорском мировом первенстве в Белграде.
В 1979 году вошла в основной состав западногерманской национальной сборной и выступила на чемпионате мира в Бледе — в зачёте рулевых четвёрок пришла к финишу шестой.
В 1981 году объединилась с Эллен Беккер из Мюнстера, вместе с которой неоднократно выигрывала последующие национальные первенства ФРГ, как в двойках, так и в четвёрках. Стартовала в рулевых четвёрках на мировом первенстве в Мюнхене, где показала в главном финале пятый результат.
В 1983 году отметилась выступлением на домашнем чемпионате мира в Дуйсбурге — здесь в безрульных двойках финишировала в финале четвёртой, остановившись в шаге от призовых позиций.
Благодаря череде удачных выступлений удостоилась права защищать честь страны на летних Олимпийских играх 1984 года в Лос-Анджелесе — в восьмёрках заняла итоговое шестое место, тогда как в безрульных двойках в паре с Эллен Беккер показала на финише третий результат, уступив только экипажам из Румынии и Канады — тем самым завоевала бронзовую олимпийскую медаль, повторив достижение своих соотечественниц Эдит Экбауэр и Теа Айнёдер восьмилетней давности (впоследствии западногерманские гребчихи больше ни разу не выигрывали медали на Олимпийских играх). Их успех в определённой степени был обусловлен отсутствием нескольких сильных сборных социалистических стран, таких как СССР и ГДР.
После Олимпиады Фёлькнер ещё в течение некоторого времени продолжала выступать на различных регатах. Так, в 1985 году вместе с Беккер она вновь одержала победу на чемпионате ФРГ в двойках и на том завершила спортивную карьеру.